# Salvator Rosa (opera)
Salvator Rosa è un'opera seria in quattro atti composta da Antônio Carlos Gomes su libretto in italiano di Antonio Ghislanzoni. La prima avvenne al Teatro Carlo Felice di Genova il 21 marzo 1874. La trama si basa sul romanzo d'avventura di Eugène de Mirecourt Masaniello, del 1851, a sua volta liberamente ispirato alla vita del pittore e poeta italiano Salvator Rosa e Masaniello, un pescatore napoletano, che divenne capo della rivolta del 1647 contro il dominio spagnolo degli Asburgo a Napoli.

## Storia delle rappresentazioni
Salvator Rosa è la quinta opera di Gomes e la terza ad avere la sua prima mondiale in Italia. Lui e il suo librettista, Ghislanzoni, avevano inizialmente voluto chiamare l'opera Masaniello, come il romanzo di Eugène de Mirecourt sul quale si basava.
Invece, Ghislanzoni ha fatto diventare Salvator Rosa (un personaggio secondario del romanzo di De Mirecourt) il protagonista. La storia d'amore tra Isabella e Masaniello nel romanzo è diventata quella tra Salvator Rosa e Isabella nell'opera. Come molte opere basate sulla vita di Salvator Rosa, il romanzo di De Mirecourt è derivato da una biografia del pittore del 1824 da Lady Morgan, La vita e i tempi di Salvator Rosa, che perpetua la leggenda che Rosa era stato imprigionato dai banditi quando era un giovane e che tornò a Napoli nel 1647 per aiutare Masaniello nella sua rivolta contro il dominio spagnolo. È la leggenda di quest'ultimo che costituisce la base del libretto di Ghislanzoni.
Salvator Rosa ha debuttato al Teatro Carlo Felice il 21 marzo 1874 in uno spettacolo diretto da Giovanni Rossi con Guglielmo Anastasi nel ruolo del protagonista, Leone Giraldoni come Masaniello, Romilda Pantaleoni come Isabella, e il basso François-Marcel Junca come suo padre, il Duca di Arcos. Dopo la première di Genova, l'opera è stata eseguita in Italia al Teatro Regio di Torino (1875), al Teatro Riccardi di Bergamo e al Teatro Alighieri di Ravenna (1876), e al Teatro Regio di Parma (1882). In America Latina, è stata eseguita in Uruguay presso il Teatro Solís nel 1876, sei anni prima che l'opera fosse eseguita in Brasile, paese natale di Gomes. La prima brasiliana ha avuto luogo nella città di Belém, il 29 luglio 1882. Anche se in gran parte dimenticata ormai, a parte la grande aria per basso, "Di sposo, di padre", riprese rare includono quelle a Rio de Janeiro presso il Theatro Municipal nel 1946 (assistito dalla figlia di Gomes e in onda sulla radio brasiliana), a San Paolo al Theatro Municipal nel 1977 e a New York all'Amato Opera nel 1987. L'opera è stata ripresa nel 2000 con la Dorset Opera e Fernando del Valle nel ruolo del protagonista, e nel 2004 al Festival della Valle d'Itria a Martina Franca.

## Personaggi
| Personaggio         | Voce                  | Cast della prima assoluta, 21 marzo 1874 |
| ------------------- | --------------------- | ---------------------------------------- |
| Il duca d'Arcos     | basso                 | François-Marcel Junca                    |
| Isabella            | soprano               | Romilda Pantaleoni                       |
| Salvator Rosa       | tenore                | Guglielmo Anastasi                       |
| Masaniello          | baritono              | Leone Giraldoni                          |
| Gennariello         | soprano (en travesti) | Clelia Blenio                            |
| Fernandez           | tenore                | Giacomo Origo                            |
| Il conte di Badajoz | tenore                | Carlo Casarini                           |
| Corcelli            | basso                 | Emanuele Dall'Aglio                      |
| Bianca              | mezzosoprano          | Antonietta Pozzoni Anastasi              |
| Suora Ines          | soprano               | Clelia Cappelli                          |
| Fra Lorenzo         | basso                 | Luigi Torre                              |

## La trama
L'azione si svolge a Napoli, durante la Repubblica Napoletana, 1647

### Atto I
Scena 1: Lo studio di Salvator Rosa a Napoli, 1647.
Rosa, famoso per i suoi paesaggi, è al lavoro eseguendo un nuovo dipinto. Scherza con Gennariello, un giovane vagabondo che si è legato a Rosa ed ai suoi allievi. Quando la conversazione si sposta a donne, lo spensierato Gennariello ammette di invidiare l'idolatria di Rosa per una donna sopra tutti gli altri, poi canta una canzone che ha composto per la seduzione (Mia piccirella).
Come Gennariello finisce la seconda strofa, Masaniello, un pescatore che è diventato il capo della resistenza popolare contro l'occupazione brutale spagnola con il duca d'Arcos, entra. Gennariello li lascia soli, e Masaniello rivela a Rosa che la rivolta prevista sta per iniziare. Le campane di mezzogiorno della chiesa serviranno come segnale (All'armi! All'armi!). Odia l'idea di spargimento di sangue, ma può liberare Napoli dalla forza della tirannia nella quale soffre. Rosa giura la sua fedeltà alla causa.
Dopo che Masaniello se n'è andato, Rosa riflette sulla fortuna che lo costringerà ad abbandonare la sua musa, e forse rinunciare alla sua casa. Il conte di Bajadoz entra, e, con deferenza ironica, "invita" Rosa ad un'udienza con il Duca. In disparte, Rosa assicura a Gennariello che coloro che amano la loro patria non avranno alcun motivo di preoccuparsi per la sua fermezza, poi viene portato via. I suoi allievi corrono in studio in cerca del padrone. Quando Gennariello dice loro quanto è successo, si precipitano fuori per aderire alla rivolta imminente.
Scena 2: La Sala Grande del palazzo del viceré.
Il duca di Arcos e il suo comandante delle truppe, Fernandez, stanno progettando la distruzione della rivoluzione che temono scoppierà presto. Il Duca carica l'ufficiale di guardia, con sua figlia Isabella, e cita un passaggio segreto in caso di fuga dal palazzo. Il Conte entra col suo prigioniero, Rosa, che accusa il Duca di violare le garanzie prestate ai napoletani dal Re di Spagna, e sostituendo invece i propri statuti crudeli. Isabella entra, e in lei Rosa riconosce la donna che è stata il suo ideale, poiché la vide una volta sulla riva di un fiume. Aveva notato, ovviamente, il pittore in quel breve momento, perché sopprime il suo riconoscimento di lui. Lei supplica il padre di diminuire la sua presa sulla libertà del popolo (Padre, a te il grido innalzasi), contro la sua richiesta di tacere, mentre Rosa si lamenta che il suo ideale è irraggiungibile.
Improvvisamente il conte si precipita dentro. La rivolta è iniziata, e le truppe spagnole sono in ritirata davanti al popolo. Temendo che la vendetta li avrebbe presi, il Duca e la sua corte escono dal passaggio segreto, lasciando Rosa per salutare Masaniello e il popolo vittorioso, che li salutano come eroi.

### Atto II
Scena 1: Una stanza a Castelnuovo, vicino a Napoli.
Il Duca, dopo aver accettato un colloquio con Masaniello, riflette sulla vita di guerra e di terrore che è stato il suo destino scelto, invece delle gioie serene di marito e di padre (Di sposo, di padre). Il Conte e Fernandez accompagnano nell'emissario di Masaniello Salvator Rosa, al quale il Duca dà un trattato di pace, con la sua firma, che garantisce le esigenze del popolo. Rimasto solo, quando il Duca va a prepararsi per la cerimonia di pace, Salvator può pensare solo di Isabella, che entra in quel momento, alla ricerca di suo padre. Rosa le descrive il giorno in cui l'ha vista (Sulle rive di Chiaia). Isabella confessa che le ritorna il suo amore (L'accento dell'amor). Il loro idillio viene interrotto dalla ricomparsa del Duca, e i tre si congedano per la festa.
Scena 2: Le porte della città.
La gente sta godendo e festeggia con balli e canti (A festa! A festa!). Salutano Gennariello come un eroe, e li trattiene con una descrizione della sua audacia (Poiché vi piace udir). L'arrivo di Masaniello dà vita al più grande l'entusiasmo della folla. Essi gridano per una guerra di sterminio contro gli spagnoli! Ma Masaniello ricorda loro che Dio ha dato loro la vittoria in nome della giustizia, non della vendetta, e che il suo unico desiderio è di ritornare alla vita di pescatore che ha dovuto abbandonare (Povero nacqui, e ai perfidi). Il suono del passaggio del corteo di nobili e soldati spagnoli chiama tutti sull'attenti, compreso un gruppo di briganti guidati da Corcelli.
In una conclusiva grande assemblea, il Duca promette di rispettare le nuove ed umane leggi, e il nome di Masaniello come giudice dei suoi giudizi. Masaniello promette l'obbedienza del popolo al solo governo, mentre Rosa e Isabella celebrano la conferma del loro amore reciproco. Come il finale raggiunge la sua conclusione, il Duca e la sua corte tranquillamente giurano di schiacciare i ribelli, mentre il popolo grida "Viva il Duca".

### Atto III
Scena 1: Una terrazza del palazzo del viceré.
È sera; il palazzo è illuminato splendidamente per un banchetto. Il conte di Bajadoz e Fernandez discutono il previsto colpo di stato, e l'intervento sul lato spagnolo di Corcelli e i suoi briganti. Masaniello, apparentemente ubriaco, comincia a giocare con l'idea di se stesso come re di Napoli. Cortigiani e signore, uscendo dalla Sala Grande, cantano la loro avversione aristocratica della partecipazione plebea ai festeggiamenti (Di quelle sale il lezzo uccide). Masaniello si lamenta ancora una volta che vuole tornare alla vita di pescatore, ma affronta Rosa con la sua idea di essere re, non sentendo il motivo del pittore di ritornare alla sanità (Là su quel fragil legno). Quando il Duca e la sua corte entrano, Salvator si rende conto che Masaniello è stato drogato. Il duca ordina l'arresto di Rosa. Di fronte a forze schiaccianti, non ha altra scelta che arrendersi.
Scena 2: Il cortile di un monastero.
Isabella affronta suo padre sulla sorte di promessa sposa. Il Duca replica che lei otterrà la felicità che si merita: il matrimonio col capitano Fernandez (Sola il mio bianco crine). Isabella rifiuta, ma il Duca risponde che se lei non gli obbedirà, il suo amante verrà giustiziato. Quando i monaci cantano la vanità delle gioie terrene, Isabella supplica invano il padre intransigente.

### Atto IV
Un Portico del Castello, con la Basilica del Carmine in primo piano, e la città visibile dall'alto.
Da lontano arriva la voce di Gennariello cantando una ripresa della sua “Mia piccirella”. Il Conte e Corcelli escogitano un piano per uccidere Masaniello e se ne vanno, mentre Isabella entra, sperando di trovare suo padre per dissuaderlo dal costringerla a sposare Fernandez; lei rinuncerà a Salvator se il duca non la forzerà un'altra volta. Il Conte ritorna, portando Salvator, liberandolo dalla schiavitù e tutto ciò che Rosa sente è un addio sinistro. Non appena il Conte esce, Isabella emerge dal suo nascondiglio per avvertire Rosa del piano spagnolo per assassinare Masaniello e che anche lui Rosa è pronto alla morte. Quando lei gli dice che si deve sposare con Fernandez, Rosa la maledice e si precipita ad avvertire Masaniello. Isabella prevede che solo questo lo renderebbe lasciarla. Ora lei farà ciò che deve. Entra in chiesa.
Il suono di colpi dal di dentro fa eco del suo ingresso. Dal castello emergono il Duca e i suoi seguaci, dalla strada Masaniello e Rosa. Prima che possano impegnarsi a vicenda in battaglia, Isabella appare sulla porta della chiesa, ferita a morte dai proiettili destinati a Masaniello. Lei cade sui gradini, gridando: "Padre, non più spargimento di sangue." Il Duca si rende conto che il cielo lo ha punito per i suoi misfatti, ed ordina ai suoi uomini di obbedire all'ultimo desiderio di sua figlia. Salvator piange il suo amore perduto, mentre Gennariello e gli allievi cercano di consolarlo con il ricordo che la gloria della sua arte finirà per ammorbidire il dolore. Con il suo ultimo respiro, Isabella promette a Salvator che lo attenderà in cielo, dove l'amore è immortale. Muore, mentre il popolo grida vendetta contro l'oppressore.

## Struttura dell'opera
- Sinfonia

### Atto I
- Ebbene, Gennariello? (Salvatore)
- Mia piccirella (Gennariello)
- Vero figluol di Napoli (Salvatore, Gennariello, Masaniello)
- All'armil! Iddio lo vuol! (duetto - Salvatore, Gennariello)
- Forma sublime, eterea (romanza - Salvatore)
- Salvator! Celatevi, fuggite! (Gennariello, Salvatore, il conte)
- Viva l'arte e l'allegria! (coro di giovani pittori)
- Delle truppe rispondi (dialogo - Salvatore, il duca)
- Padre, a te il grido innalzasi (Isabella, Salvatore, il duca)
- Quel dolce sguardo m'ha beato (Masaniello, Gennariello, Salvatore)

### Atto II
- È desso! È proprio desso! (scena - Isabella e il duca)
- Di sposo, di padre (aria - Il duca d'Arcos)
- Di Masaniello il messagier! (scena - Il duca, Salvatore)
- Sulle rive di Chiaia... (duetto - Isabella, Salvatore)
- Per questa augusta imagin del Dio (Isabella, Salvatore, il duca)
- A festa! A festa! (coro)
- Poiché vi piace udir (Gennariello, coro, Corcelli)
- Largo a Masaniello! (Gennariello, Masaniello, Corcelli, coro)
- Povero nacqui, e ai perfidi (aria - Masaniello)
- Viva! Viva! Su! Accorriamo! (Gennariello, Masaniello, Corcelli, coro)
- Dov'è l'eroe del popolo? (finale secondo)

### Atto III
- Le tazze colmiamo! (coro)
- Strane parole mormorar... (Fernandez, il conte)
- Di quelle sale il lezzo uccide (Masaniello, coro)
- Là su quel fragil legno (Salvatore, Masaniello)
- Si cerchi Masaniello (scena - Salvatore, il duca, coro)
- D´aura di luce ho d'uopo (scena e coro di monache)
- Alla infelice suora sol rea d'amor (romanza - Isabella)
- Sola il mio bianco crine (scena e duetto - Isabella, il duca)

### Atto IV
- Serenata (Gennariello)
- Purché ci sia del vino (coro di briganti - Il conte, Corcelli)
- Al ballo alle mense la notte (coro e scena - Salvatore, il conte)
- Salvator! Libero sei! (scena e duetto - Isabella e Salvatore)
- Ah! Ti trovo Gennariello! (Isabella, Gennariello, Salvatore)
- Padre! In quella chiesa una strage si compie (Isabella, Gennariello, Salvatore, il duca)

## Registrazioni
- M°Simon Blech (direttore); Teatro Municipal di San Paolo, 11 settembre 1977. Interpreti: Benito Maresca (Salvator Rosa), Nina Carini (Isabella), Paulo Fortes (Masaniello), Ruth Staerke (Gennariello), Edilson Costa (Duca d'Arcos), Aguinaldo Albert (Conte di Badajoz), Ayrton Nobre (Fernandez), Wilson Carrara (Corcelli), Leyla Taier (Bianca), Leyla Taier (Suora Ines), Boris Farina (Fra Lorenzo)